# Ficus faulkneriana
Ficus faulkneriana är en mullbärsväxtart som beskrevs av C.C. Berg. Ficus faulkneriana ingår i släktet fikonsläktet, och familjen mullbärsväxter. Inga underarter finns listade i Catalogue of Life.